# Саут-Парк-В'ю (Кентуккі)
Саут-Парк-В'ю (англ. South Park View) — місто (англ. city) в США, в окрузі Джефферсон штату Кентуккі. Населення — 0 осіб (2020).

## Географія
Саут-Парк-В'ю розташований за координатами 38°7′8″ пн. ш. 85°43′7″ зх. д. / 38.11889° пн. ш. 85.71861° зх. д. (38.118827, -85.718510).  За даними Бюро перепису населення США в 2010 році місто мало площу 0,32 км², з яких 0,32 км² — суходіл та 0,00 км² — водойми.

## Демографія
Згідно з переписом 2010 року, у місті мешкало 7 осіб у 4 домогосподарствах у складі 3 родин. Густота населення становила 22 особи/км².  Було 5 помешкань (16/км²).
Расовий склад населення:
| - 100,0 % — білих |

До двох чи більше рас належало 0,0 %. Частка іспаномовних становила 0,0 % від усіх жителів.
За віковим діапазоном населення розподілялося таким чином: 0,0 % — особи молодші 18 років, 42,9 % — особи у віці 18—64 років, 57,1 % — особи у віці 65 років та старші. Медіана віку мешканця становила 66,5 року. На 100 осіб жіночої статі у місті припадало 75,0 чоловіків;  на 100 жінок у віці від 18 років та старших — 75,0 чоловіків також старших 18 років.
Цивільне працевлаштоване населення становило 1 осіб. Основні галузі зайнятості: виробництво — 100,0 %.